# 京都ヒストリカ国際映画祭
京都ヒストリカ国際映画祭（きょうとヒストリカこくさいえいがさい、英称 Kyoto HISTORICA International Film Festival, 略称 KHIFF）は、日本の時代劇を含む歴史劇を題材に京都で開催される映画祭である。2009年から開催している。前後の時期には、東映京都撮影所と松竹撮影所のオープンセットで時代劇の製作ワークショップを行う京都フィルムメーカーズラボなどが開催される。
主催は、京都府などが参加した京都ヒストリカ国際映画祭実行委員会。

## 第10回（2018年）
10月26日 - 11月4日開催。インド映画『バーフバリ』（完全版）シリーズの上映など。

## 第11回（2019年）
10月26日 - 11月4日開催。開催年に発生した京都アニメーション放火殺人事件を踏まえ、京都のアニメ文化史を深掘りすることがテーマとなった。京都アニメーションを支援するため『たまこラブストーリー』（舞台は上京区出町桝形商店街がモチーフ）など京都アニメーション4作品のほか、戦前の京都で作られたアニメ『煙突屋ペロー』などの上映も行われる。